# Dipianga
Dipianga är en ort i Burkina Faso.   Den ligger i regionen Est, i den östra delen av landet, 190 km öster om huvudstaden Ouagadougou. Dipianga ligger 261 meter över havet och antalet invånare är 5 421.
Terrängen runt Dipianga är platt. Runt Dipianga är det ganska glesbefolkat, med 22 invånare per kvadratkilometer.. Det finns inga andra samhällen i närheten.
Trakten runt Dipianga består i huvudsak av gräsmarker.